# Église Saint-Augustin de Bolzano
Pour les articles homonymes, voir Église Saint-Augustin.
L’église Saint-Augustin est une église baroque située dans le quartier de Gries, à Bolzano, dans le Trentin-Haut-Adige, en Italie. Elle dépend du diocèse de Bolzano-Bressanone.
L’église a été édifiée par Antonio Giuseppe Sartori en 1769.

## Galerie photographique

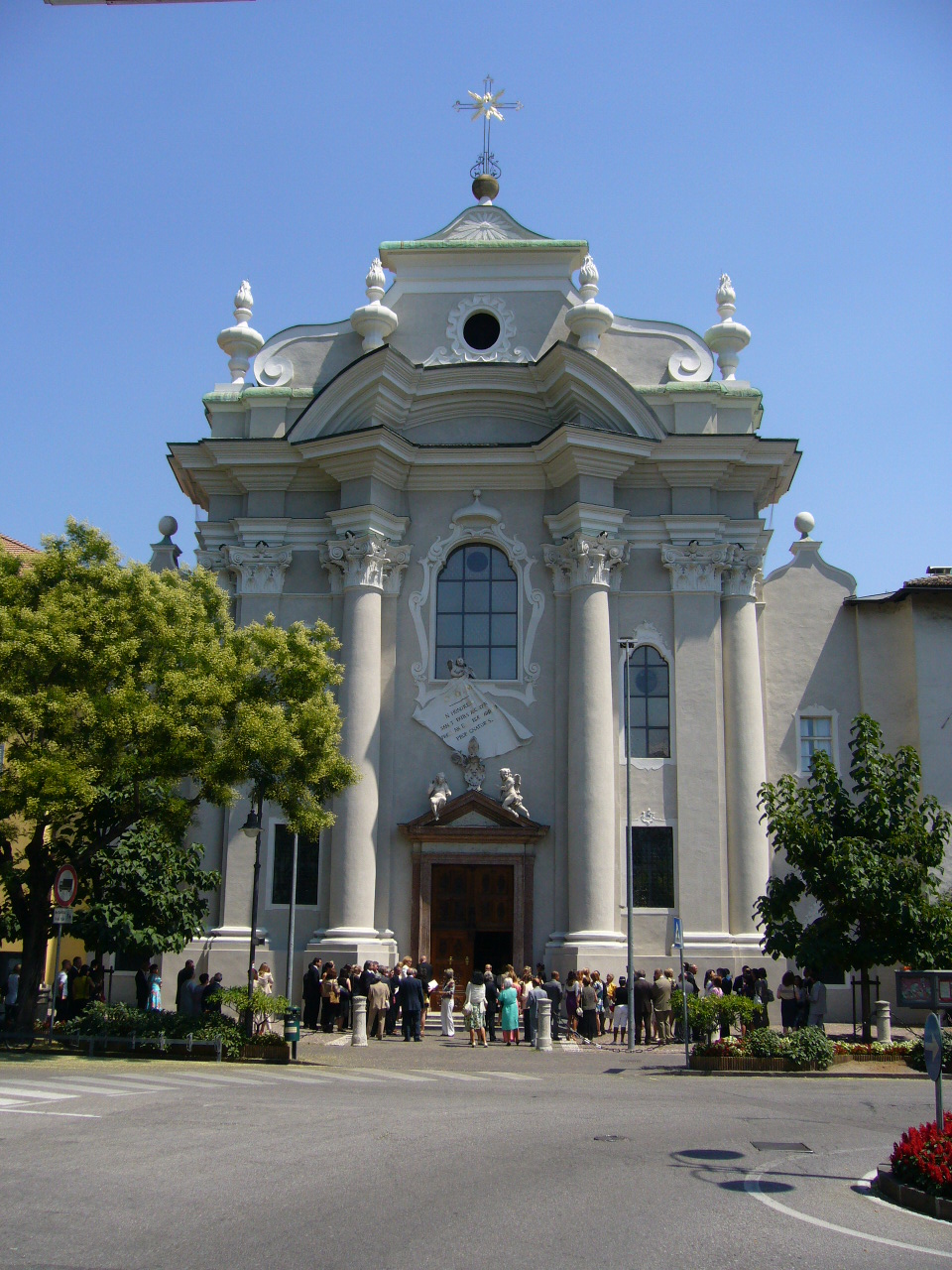
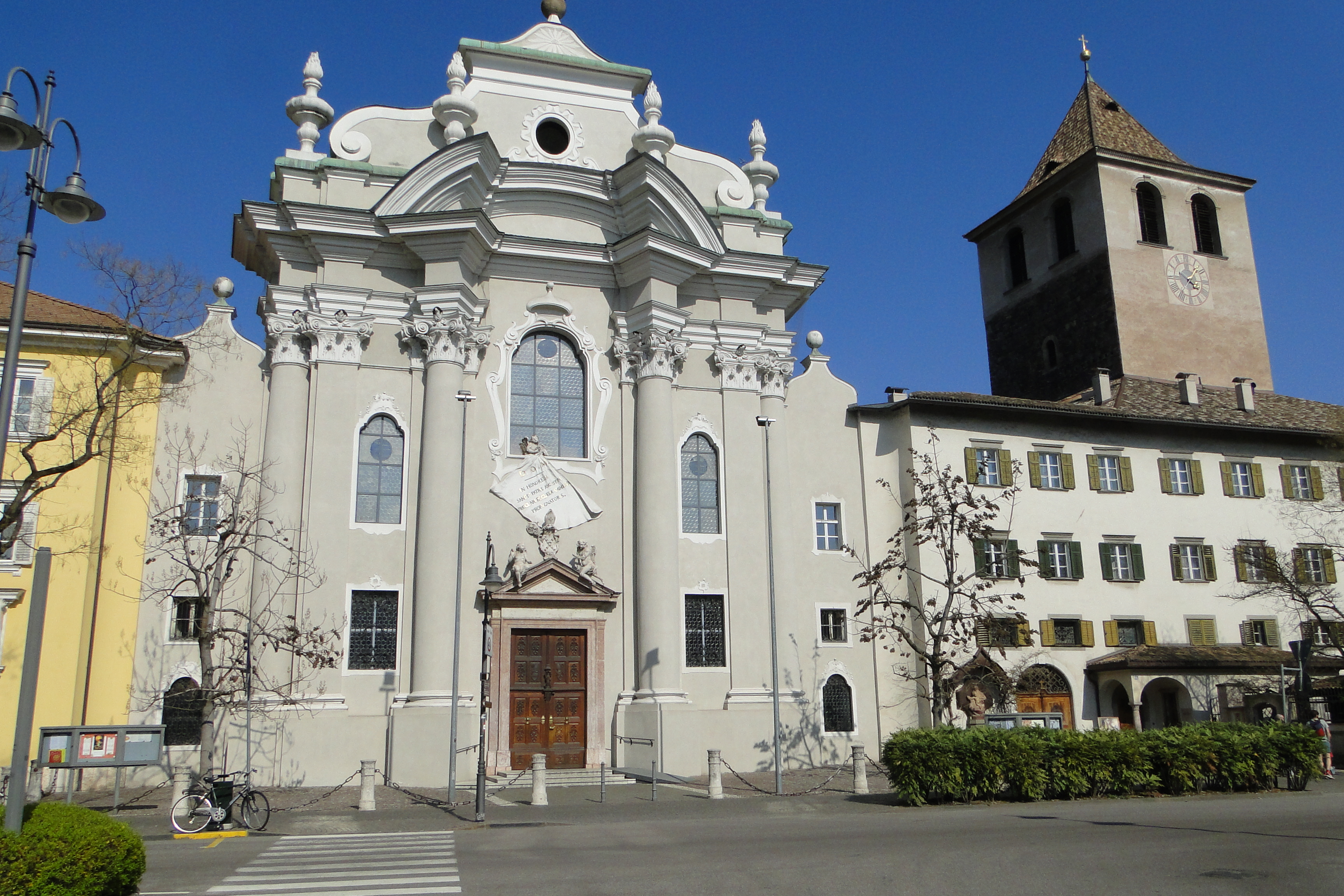
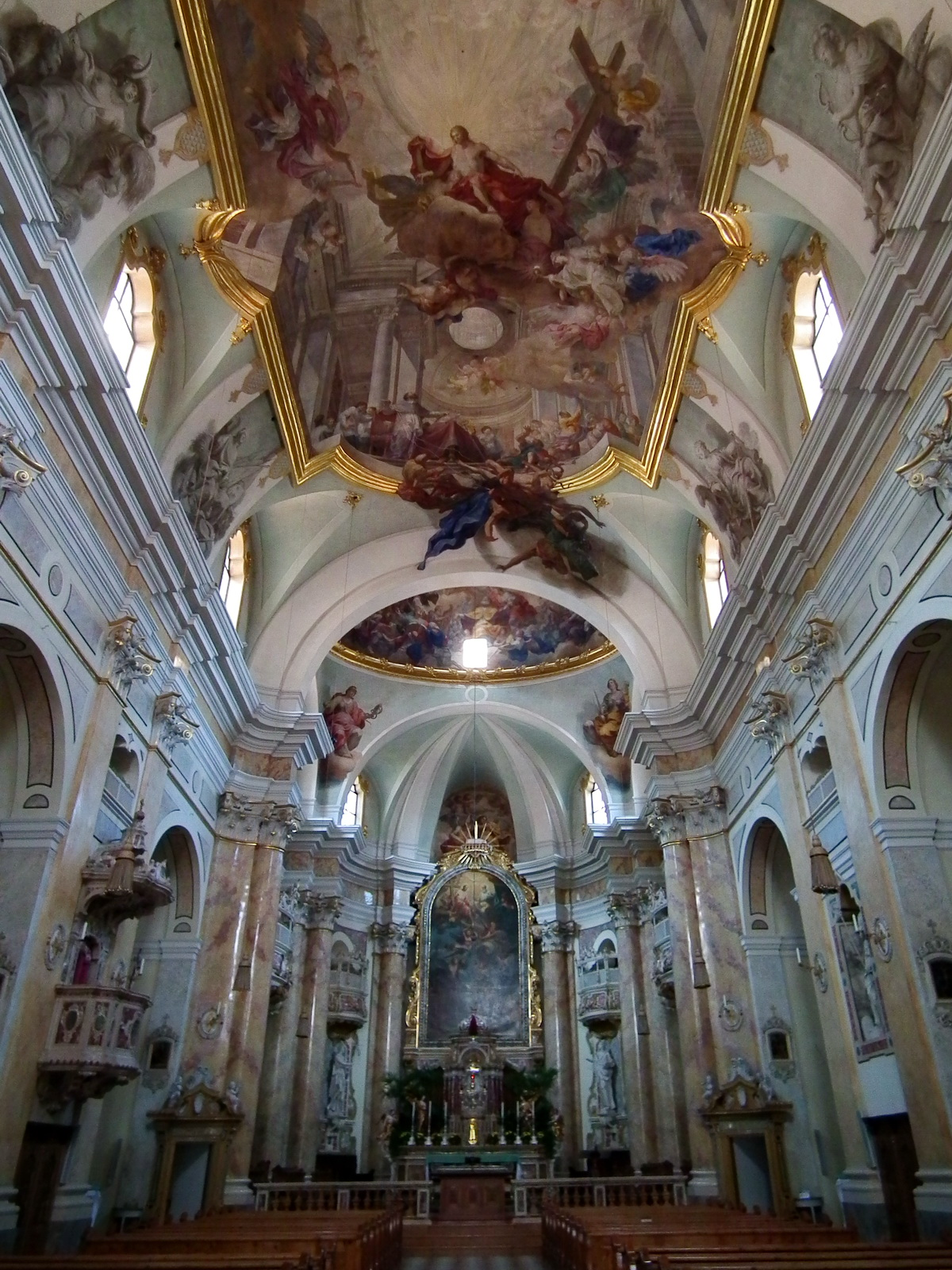

## Source
- (it) Cet article est partiellement ou en totalité issu de l’article de Wikipédia en italien intitulé « Chiesa di Sant'Agostino (Bolzano) » (voir la liste des auteurs).